# Бентон Сити (Вашингтон)
Бентон Сити (енгл. Benton City) град је у америчкој савезној држави Вашингтон. По попису становништва из 2010. у њему је живело 3.038 становника.

## Демографија
Према попису становништва из 2010. у граду је живело 3.038 становника, што је 414 (15,8%) становника више него 2000. године.
| Група             | 2000.         | 2010.         |
| Белци             | 2.019 (76,9%) | 2.057 (67,7%) |
| Афроамериканци    | 4 (0,2%)      | 12 (0,4%)     |
| Азијати           | 16 (0,6%)     | 9 (0,3%)      |
| Хиспаноамериканци | 512 (19,5%)   | 865 (28,5%)   |
| Укупно            | 2.624         | 3.038         |